# Thomas Grønnemark
Thomas Grønnemark (født 12. december 1975) er en alsidig dansk sportsmand, der i dag arbejder som professionel indkasttræner i fodbold samt som foredragsholder. Som sportsmand har Grønnemark dyrket atletik, fodbold og bobslædekørsel.
Som atletikudøver var Grønnemark sprinter. Han vandt fire individuelle danske mesterskaber og var i seks år på det danske atletiklandshold. Senere dyrkede han bobslædekørsel og var i fire år bremser på det danske landshold. Desuden har han været aktiv fodboldspiller igennem 18 år.
Grønnemark startede firmaet "THROW-IN" i 2004 og arbejder i dag som professionel indkasttræner i fodbold. Han har trænet flere spillere i danske klubber som AC Horsens (Mikkel_Mena_Qvist) Viborg FF og FC Midtjylland. Rygtet om hans indsats i de danske klubber fik i august 2018 Liverpool FC til at ansætte Grønnemark på deltid som indkasttræner.
18. juni 2010 satte han uofficiel verdensrekord i indkast med et kast på 51,8 meter.

## Karriere

### Aktiv sportskarriere
Atletik
Som ung dyrkede Grønnemark atletik, især sprint, og han stillede op for AGF (-1998), Aarhus 1900 (1998-2000) og derefter i Skive AM. Udover medaljer til de danske mesterskaber vandt han også europamesterskabet i 4 x 400 meter stafetløb i Paris sammen med sine holdkammerater fra Aarhus 1900.
Han har vundet følgende medaljer ved DM i atletik:
- Bronze 2001  200 meter 21,90
- Guld 2001  200 meter inde  21,81
- Guld 2001  400 meter inde  49,23
- Bronze 2001  60 meter inde  7,03
- Bronze 2000  100 meter 10,83
- Sølv 1999  200 meter 21,82
- Bronze 1999  100 meter 11,16
- Bronze 1999  200 meter inde  22,06
- Guld 1998  200 meter 21,55
- Guld 1998  400 meter 48,35
- Sølv 1998  100 meter 11,10
- Bronze 1998  60 meter inde 7,01

Bobslæde
Thomas Grønnemark var gennem fire år bremser på det danske landshold i bobslæde.
Holdet klarede det internationale krav til OL 2006, men blev ikke udtaget af Danmarks Idræts-Forbund.

### Efter sportskarrieren
Indkasttræner
Thomas Grønnemark har altid været god til indkast i fodbold, og han startede firmaet "Throw-in" i 2004. I dag arbejder han som professionel indkasttræner i fodbold i Danmark og udlandet.
Den 18. juni 2010 satte han en officiel Guinnes World Record i indkast med et kast på 51,33 meter. Inden da havde han haft verdensrekordforsøg i Parken (landskampen Danmark – Spanien) og på det Olympiske Stadion i Berlin.
I fodboldsæsonen 2018/2019 er Thomas Grønnemark indkasttræner for holdene FC Midtjylland og AC Horsens
Foredragsholder
Han arbejder desuden som foredragsholder med emnerne "Arbejdsglæde", "Motivation" og "Doven Energi". Han har også udgivet bogen Doven energi